# Martinengo

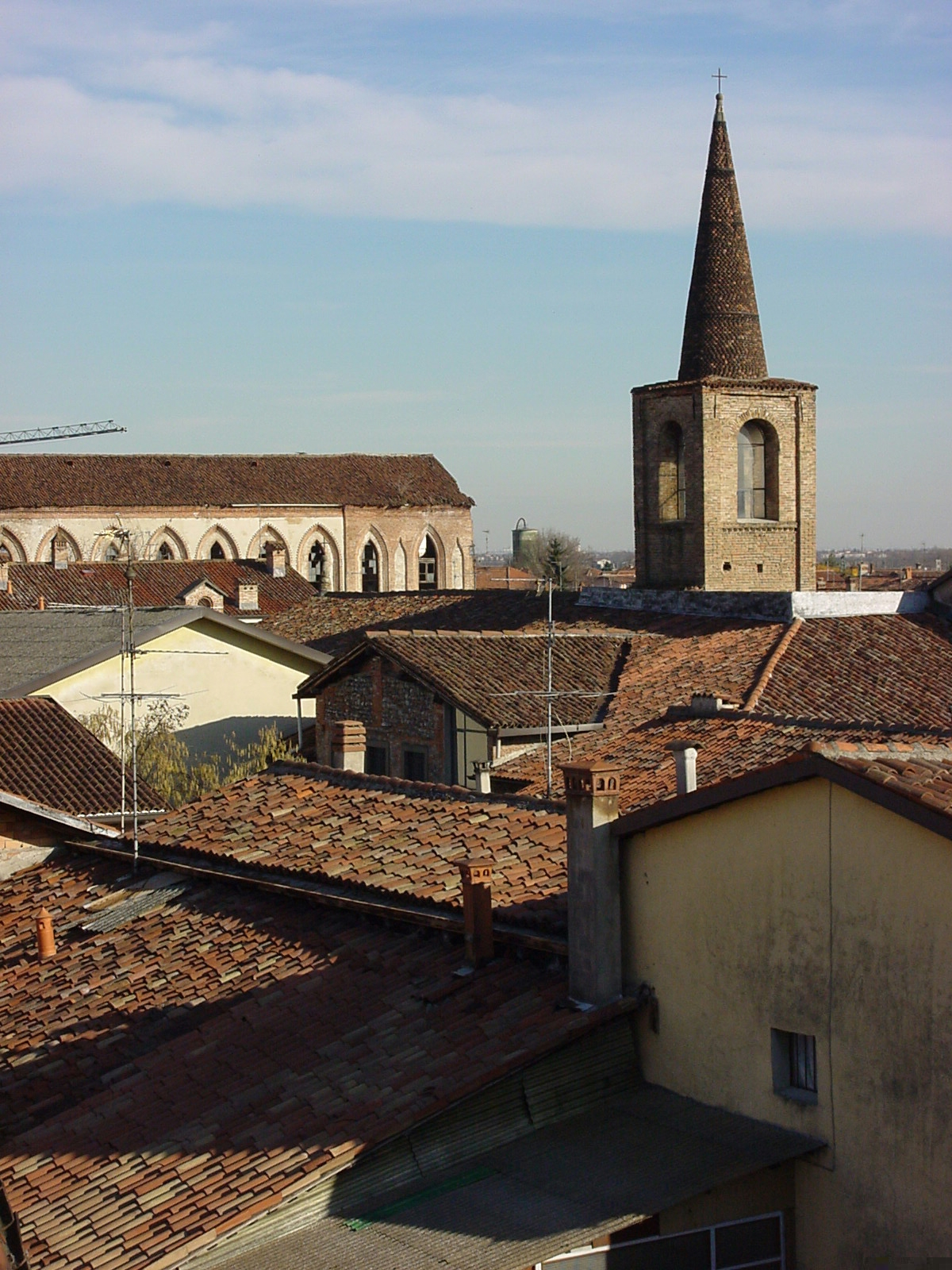
Blick auf die ehemalige Klarissenkirche

Martinengo ist eine italienische Gemeinde in der Provinz Bergamo in der Region Lombardei mit 10.964 Einwohnern (Stand 31. Dezember 2023).

## Geographie
Martinengo liegt 15 km südöstlich der Provinzhauptstadt Bergamo und 50 km östlich der Metropole Mailand.
Die Nachbargemeinden sind Cividate al Piano, Cologno al Serio, Cortenuova, Ghisalba, Morengo, Mornico al Serio, Palosco und Romano di Lombardia.

## Söhne und Töchter der Gemeinde
- Guglielmo Piani (1875–1956), Salesianer, Titularerzbischof
- Giuseppe Casari (1922–2013), Fußballspieler
- Carillo Gritti (1942–2016), Ordensgeistlicher

## Sehenswürdigkeiten
- Die Kirche dell'Addolorata aus dem 18. Jahrhundert
- Die Kirche Santa Maria Maddalena aus dem 15. Jahrhundert
- Die Kirche San Michele arcangelo wurde von den Langobarden erbaut und wird in offiziellen Dokumenten bereits im 7. Jahrhundert erwähnt.